# C13H11N3O2
化学式C13H11N3O2的化合物（摩尔质量：241.25 g/mol）可以指：
- 苯亚甲基-4-硝基苯腙，CAS号：3078-09-9
- 醌肟腙，CAS号：495-73-8

|  | 这个同类索引页列出了具有相同分子式的化学物（即同分異構體）条目。 除非您是有意链接至本页，否则应将相应条目的内部链接指向正确的条目。 |